# Блуминг-Гров (тауншип, Миннесота)
Блуминг-Гров (англ. Blooming Grove) — тауншип в округе Уосика, Миннесота, США. На 2000 год его население составило 523 человека.

## География
По данным Бюро переписи населения США площадь тауншипа составляет 93,2 км², из которых 92,1 км² занимает суша, а 1,1 км² — вода (1,22 %).

## Демография
По данным переписи населения 2000 года здесь находились 523 человека, 181 домохозяйство и 154 семьи.  Плотность населения —  5,7 чел./км².  На территории тауншипа расположено 187 построек со средней плотностью 2,0 построек на один квадратный километр. Расовый состав населения: 96,94 % белых, 0,96 % афроамериканцев, 0,19 % коренных американцев, 0,38 % азиатов и 1,53 % приходится на две или более других рас. Испанцы или латиноамериканцы любой расы составляли 0,19 % от популяции тауншипа.
Из 181 домохозяйств в 39,2 % воспитывались дети до 18 лет, в 75,7 % проживали супружеские пары, в 6,6 % проживали незамужние женщины и в 14,9 % домохозяйств проживали несемейные люди. 9,4 % домохозяйств состояли из одного человека, при том 5,0 % из — одиноких пожилых людей старше 65 лет. Средний размер домохозяйства — 2,89, а семьи — 3,08 человека.
26,4 % населения — младше 18 лет, 8,8 % — в возрасте от 18 до 24 лет, 28,5 % — от 25 до 44, 26,8 % — от 45 до 64, и 9,6 % — старше 65 лет. Средний возраст — 38 лет. На каждые 100 женщин приходилось 101,2 мужчин.  На каждые 100 женщин старше 18 приходилось 110,4 мужчин.
Средний годовой доход домохозяйства составлял 45 750 долларов, а средний годовой доход семьи —  48 625 долларов. Средний доход мужчин —  30 903  доллара, в то время как у женщин — 22 813. Доход на душу населения составил 17 916 долларов. За чертой бедности находились 5,2 % семей и 7,3 % всего населения тауншипа, из которых 10,6 % младше 18 и 8,2 % старше 65 лет.